# Pandemie covidu-19 v Německu
Pandemie covidu-19 se do Německa rozšířila 28. ledna 2020, kdy byl potvrzen první případ v bavorském zemském okrese Starnberg nedaleko Mnichova.

## Průběh pandemie
Několik dalších německých občanů bylo na začátku pandemie pozitivně diagnostikováno v zahraničí. V egyptském letovisku Hurghada zemřel 8. března 2020 šedesátiletý německý turista, který se stal první známou obětí epidemie koronaviru na africkém kontinentu.
Ke dni 13. dubna 2020 bylo v Německu evidováno 127 854 případů nakažených pacientů a byly zasaženy všechny spolkové země. Do toho dne zemřelo 3 022 pacientů, 53 913 lidí bylo vyléčeno. Německo bylo k tomu dni třetí nejzasaženější evropskou zemí po Itálii a Španělsku co do počtu potvrzených nakažených, ale počet zemřelých byl mnohem nižší než v obou jmenovaných státech a také nižší než ve Francii. 
Ke dni 27. června 2020 bylo v Německu od začátku pandemie zjištěno 194 458 nakažených osob. Přes zlepšenou účinnost ochranných opatření a značnou efektivnost zdravotnického systému na covid-19 zemřelo do toho dne v celém Německu 8 968 pacientů, ovšem se značnými regionálními rozdíly. Nejvíce nakažených a úmrtí bylo v Bavorsku, Bádensku-Württembersku a Severním Porýní-Vestfálsku. Na druhou stranu bylo již 177 434 uzdravených lidí, počet zjištěných nadále nemocných se tedy k tomuto datu snížil na 8 056 osob. Přes značný počet infikovaných lidí a úmrtí je tato bilance jedna z nejlepších v celé Evropské unii.
Průměrný věk zemřelých na covid-19 je udáván kolem 81–82 let, mnoho z nich zemřelo v domovech pro důchodce. Intenzita pandemie v Německu byla podle výpočtů Institut Roberta Kocha (RKI) v Berlíně zprvu měřena dobou, za kterou by se počet nakažených zdvojnásobil. Od velmi nepříznivých ukazatelů ke konci března 2020 (trvalo by to méně než 10 dnů) byla ke 13. dubnu zjištěna již poměrně uspokojivá hodnota 54,7 dne. Ke dni 5. května 2020 činil tento ukazatel 123,1 dne. Soustavné prodlužování tohoto předpokládaného časového období bylo podle expertů důležitým indikátorem z hlediska zatížení zdravotního systému země.
Od 6. května 2020 přestal RKI dobu zdvojnásobení počtu infikovaných osob zveřejňovat, místo toho začal uvádět tzv. reprodukční číslo R. Tento ukazatel udává aktuální počet lidí, které nakazí jedna již nemocná osoba, a hodnota R <1,0 znamená, že počet nově nakažených lidí by se mohl za normálních okolností dále snižovat. Začátkem května byly již zaznamenány poměrně nízké hodnoty tohoto ukazatele, nejméně to bylo 7. května, a to R = 0,65. Ke dni 13. května 2020 byla uveřejněna hodnota R = 0,94.
Ke dni 29. května 2020 byla uveřejněna hodnota ukazatele R = 0,61. Ani tento ukazatel však nelze brát jako spolehlivé vodítko, neboť náhlý výskyt hromadného onemocnění na jednom nebo několika místech při sníženém stavu ještě akutních případů vede k jeho prudkému zvýšení. To se projevilo 1. června, kdy při počtu nakažených už jen 9 370 se ukazatel R zvýšil na 1,2 v důsledku nákazy u několika velkých rodin v panelovém domě se 600 nájemníky v univerzitním městě Göttingen.
V listopadu a zvláště v prosinci 2020 se situace v Německu velmi zhoršila. Ke dni 16. prosince bylo napočítáno již 1,379 milionu infikovaných lidí od začátku pandemie. Kvůli covidu-19 zemřelo do toho dne 23 427 osob. Ani v lednu 2021 nepřišlo přes zpřísněná opatření, která platila i na Vánoce a na Silvestra 2020 (jsou nazývána lockdown light) žádné zlepšení. Ke dni 15. ledna byla překročena hranice 2 milionů osob nakažených covidem-19. Ke dni 7. března bylo napočítáno 2 500 182 infikovaných lidí (cca 2,5 % obyvatelstva). Situace se v průběhu března a dubna 2021 po krátkém uklidnění začala opět zhoršovat, ale nejen proto, že s přibývajícím počtem testů začaly stoupat počty registrovaných nakažených osob. 
Ke dni  19. dubna 2021 nahlásil Ústav Roberta Kocha pro celé Německo již více než 80 000 zemřelých na koronové onemocnění. Počet infekcí od začátku registrace dosáhl 3,154 milionu. Takzvaná incidence, tedy počet nových onemocnění (podle nového výpočtu) za posledních 7 dní na 100 000 obyvatel, což je považováno za důležitý ukazatel, se zvýšila proti předcházejícímu dnu ze 162,3 na 165,3. To byl do té doby nejvyšší stav.
V květnu 2021 se postupně dostavil účinek zpřísněných opatření a masového očkování obyvatelstva. Ke dni 15. května bylo sice oficiálně registrováno již 3,9 milionu osob nakažených covidem-19 (od začátku pandemie) a 86 025 zemřelých. Incidence se však snížila dva dny po sobě pod 100, k danému dni obnášel tento ukazatel 87,3. To zavdalo příčinu k úvahám o dalších úlevách pro obyvatelstvo. Počet podaných dávek očkovacích látek dosáhl již 38,6 milionu, takže 35,9 % obyvatelstva bylo alespoň jednou očkováno a 10,6 % lidí obdrželo již dvě dávky (resp. u vakcíny Johnson & Johnson postačující jednu dávku), takže jejich ochrana byla v rámci účinnosti vakcín kompletní.
Pandemii se v Německu ani jinde ve světě ani do začátku roku 2022 nepodařilo účinně zastavit. S výskytem nových variant jako jsou delta a posléze omikron jsou zdravotní systém a celá společnost nadále vystaveny velkému riziku. Ke dni 17. ledna 2022 bylo v Německu registrováno již 13,036 milionu nakažených lidí za celý průběh pandemie. Za pouhý měsíc, od poloviny ledna do poloviny února, přibylo kvůli snadno nakazitelné variantě omikron kolem 6 milionů nových případů nákazy covidem-19. Dne 16. února 2022 bylo zaznamenáno 235 626 nových případů onemocnění, což je druhý nejvyšší kdy hlášený denní přírůstek. Na covid-19 v Německu do tohoto dne zemřelo 120 728 lidí. Na druhou stranu bylo dosaženo 75 % celkové proočkovanosti, tedy dvou očkování vakcínami podle doporučení nebo jednoho dostatečného očkování u vakcíny Johnson and Johnson, ovšem pokrok v tomto směru je velmi pomalý kvůli odporu ze strany neočkovaných lidí. Ohledně tzv. booster očkování, tedy třetího (respektive druhého) očkování některou z povolených vakcín, bylo již dosaženo dosti vysokého stupně proočkovanosti, a sice 55,9 % všech obyvatel. Předpokládá se ovšem, že nemoc se nepřenáší jen na neočkované odpůrce tohoto zákroku, ale zasáhla již značný počet očkovaných (dokonce trojnásobně) nebo uzdravených lidí. Tzv. incidence onemocnění (počet infikovaných na 100 tisíc obyvatel za posledních 7 dní) přesáhla v únoru 2022 hodnotu 1400, aktuálně ke dni 17. února činí 1385,1. Vypočítaná hodnota hospitalizace, tedy počtu pacientů s covidem-19 v nemocnicích, se pohybuje kolem rovněž vysokého čísla 6,0. V současnosti platí v celém Německu – jen s malými rozdíly podle spolkové země, regionu nebo města – poměrně přísná opatření co se týče možnosti kontaktů a cestování do zahraničí a ze zahraničí. 

### Onemocnění pracovníků na jatkách
Dne 11. května byla zjištěna první hromadná onemocnění u dělníků na jatkách, hlavně ve spolkových zemích Severní Porýní-Vestfálsko a Dolní Sasko. Jsou to především Rumuni a Bulhaři, ale také Poláci, kteří pracují v mnoha případech za poměrně nízké mzdy jako zaměstnanci tzv. subdodavatelů nebo zprostředkovatelů pracovních sil. Příčiny jejich masového nakažení jsou rozmanité, publikace hovořily o přílišné hustotě pracovníků na zpracovatelských linkách při nízkých teplotách a o situaci v ubytovnách (kde je málo prostoru pro jednotlivce) a také o nedostatečné kontrole dodržování předpisů ze strany úřadů.
Nejvážnější případ onemocnění covidem-19 se udál v druhé polovině června u společnosti Tönnies Holding ve městě Rheda-Wiedenbrück v okrese Gütersloh, které jsou největším závodem pro porážku prasat a zpracování vepřového masa v Německu. Mají také významný podíl na porážce hovězího dobytka a zpracování jeho masa. Přes moderní zařízení a dodržování většiny ochranných opatření se tam rychle nakazilo více než 1 300 dělníků poté, co se několik zaměstnanců zúčastnilo bohoslužeb. Ministr práce a zdravotnictví země Severní Porýní-Vestfálsko Karl-Josef Laumann poté hovořil o tom, že masný průmysl neprojevil dostatečnou ochotu změnit systém zaměstnávání zahraničních dělníků. Jeho důvěra v jednání společnosti Tönnies „se rovná nule“.
V červnu 2020 přešel RKI k výpočtu rovnovážnějšího ukazatele R–7 (pro průměr 7 dní). V důsledku hromadného výskytu nemoci covid-19 na některých jatkách byla pro den 22. června 2020 zaznamenána hodnota R-7 = 2,13. Poté, co byla na okresy Gütersloh a Warendorf uvalena poměrně přísná karanténa, zatímco jinde v Německu již platilo značné uvolnění předpisů, klesla hodnota ukazatele R-7 ke dni 27. června na 1,02.

## Předpoklady pro boj s pandemií
V dalším průběhu pandemie covidu-19 se příznivě projevila vysoká vyspělost německého zdravotnictví jak v oblasti personální, tak ohledně technického vybavení a modernosti zařízení od nemocnic po kliniky, soukromé lékařské praxe a zkušební laboratoře. Paradoxně však v kritické době na začátku pandemie nebyl vůbec zajištěn dostatek ochranných pomůcek jako oblečení, roušek a dokonce i desinfekčních prostředků, a to jak ve zdravotnictví samotném, tak v domovech pro seniory. Nebyly v dostatečném množství ani testy na zjištění této nemoci. 
Německo má k dispozici zhruba 32 400 nemocničních lůžek pro intenzívní péči o pacienty, velký počet z nichž je vybaven plicními ventilátory. Zdravotnictví disponuje více než 400 000 lékaři všech oborů (z toho 53 000 přišlo do Německa ze zahraničí) a vcelku i potřebným počtem sester a asistentek, takže i přes velké zatížení personálu je situace zvládnutelná. Kvůli boji s pandemií covidu-19 bylo na jejím počátku nařízeno omezení operačních zákroků při jiných onemocněních na nejnutnější případy. Učiněná opatření a strach lidí z nákazy se projevily nepříznivým vývojem u jiných nemocí než covidu-19, např. v důsledku toho, že lidé přestali chodit k odborným lékařům a zanedbávali svá jiná onemocnění.
Lůžka s intenzívní péčí nebyla ke konci května 2020 v daném rozsahu ani už potřebná pro boj s pandemií. Celkový počet lůžek obsazených pacienty byl 20 622, 11 755 však bylo neobsazených.
Dalším předpokladem pro relativně úspěšný boj s pandemií covidu-19 v Německu (ve srovnání s jinými evropskými zeměmi) je proorganizovanost v rámci zdravotnictví a státní administrativy a také poměrně uspokojivé dodržování nutné disciplíny obyvatelstvem. Vývoj pandemie je soustavně a podrobně sledován několika institucemi jako je Institut Roberta Kocha v Berlíně a značným počtem vědců a lékařů-virologů. Spolkový ministr zdravotnictví Jens Spahn aktivně koordinuje veškerou činnost administrativy a zdravotnictví, která má souvislost s pandemií. Do boje proti ní jsou především zapojeny všechny zdravotní úřady (Gesundheitsämter) po celém Německu, které byly personálně posíleny a např. intenzívně pátrají po kontaktních osobách nakažených lidí. Jsou zaváděna opatření vhodná pro utlumení nákaz na určitých místech, kde se rozšířily nad únosnou míru, tzv. hot spots. Jsou uveřejňovány údaje na úrovni okresů (Landkreise, Stadtkreise), a to i formou tzv. interaktivních map.
V neposlední řadě pracuje německý farmaceutický průmysl na urychleném vývoji účinných vakcín pro očkování proti SARS-CoV-2. Bylo vyvinuto již pět perspektivně použitelných očkovacích látek od stejného počtu firem, které měly podle původních předpokladů být zavedeny do praxe po polovině roku 2021. U některých z nich se však kvůli zhoršení pandemie covidu-19 již přešlo ke třetímu stadiu předepsaného postupu, tedy období zkoušek u většího počtu dobrovolných probandů. Vakcína Biontech, na které pracovala německá firma stejného názvu spolu s americkým koncernem Pfizer, byla dne 21. prosince 2020 urychleně schválena Evropskou agenturou pro léky v Amsterdamu. Bezprostředně poté, již 24. prosince, bylo zahájeno očkování v Německu i dalších zemích Evropské unie. Ve Spojeném království bylo očkování touto látkou již předtím zahájeno, Izrael následoval 20. prosince 2020.

## Vládní opatření
Spolková vláda v čele s kancléřkou Angelou Merkelovou a ministerští předsedové resp. šéfové vlád spolkových zemí se od prosince 2020 v rozmezí několika týdnů digitálně radili o zpřísnění nebo uvolnění omezení soukromého pohybu obyvatelstva (mnohde na maximálně 15 km od místa bydliště), možností vzájemných návštěv i příbuzných osob, návštěvy škol, dále také uzavření či otevření obchodů a provozoven služeb, o další usnadnění a zvýhodnění práce doma (tzv. home office) apod. K 1. březnu 2021 byla některá opatření zmírněna; byl například povolen provoz všech cca 80 000 kadeřnických a holičských provozoven v zemi. V březnu se však i v Německu začala rozšiřovat tzv. britská varianta koronaviru, což vedlo k opětnému zpřísnění některých opatření. Mezi kancléřkou Merkelovou a několika ministerskými předsedy vznikly kvůli určitým opatřením rozpory. Nadto zprvu prosadila Merkelová pro „zelený“ čtvrtek před Velikonocemi a sobotu 3. dubna 2021 svůj návrh tzv. dnů klidu (nikoliv oficiálních svátků), dva dny poté však musela toto opatření odvolat a veřejně se omluvit. Nebylo totiž prokonzultováno s právníky a ukázalo se jako v mnoha ohledech neproveditelné.

## Hospodářská politika v době pandemie
Součástí politiky zaměřené na zmírnění dopadů pandemie je resp. má být poskytování finančních kompenzací malým a středním podnikatelům, kteří nesmějí provozovat svou činnost, jako jsou obchodníci se zbožím podléhajícím restrikcím, poskytovatelé služeb (hostince, kadeřnictví, fitness salóny apod.), soukromí autobusoví přepravci a další. Pro tyto kompenzace bylo přislíbeno za měsíce listopad 2020 až leden 2021 cca 35 miliard eur, ke dni 17. ledna 2021 však byly efektivně vyplaceny teprve zhruba 2 miliardy eur. Jsou vyslovovány vážné obavy o ztrátu mnoha hospodářských existencí. Také soukromým osobám jako jsou samoživitelky s dětmi jsou poskytovány mimořádné výhody, např. mohou nahlásit nemoc dítěte a zůstat s ním doma s 90 % předchozího platu (tzv. Kinderkrankengeld). Finanční pomoc v miliardové výši dostávají resp. již dostaly také velké společnosti označované jako „systémově relevantní“. Příkladem jsou letecká společnost Lufthansa, největší evropská cestovní kancelář TUI nebo společnosti provozující letiště jako Fraport AG (Mezinárodní letiště Frankfurt nad Mohanem).